# Menacanthus alaudae
Menacanthus alaudae är en insektsart som först beskrevs av Franz Paula von Schrank 1776.  Menacanthus alaudae ingår i släktet kamlöss, och familjen spolätare. Arten är reproducerande i Sverige.